# Клад Приама
Клад Приама (золото Трои, сокровище Приама) — клад, обнаруженный немецким археологом Генрихом Шлиманом в 1873 году при раскопках в Трое. Клад получил своё название по имени античного царя Приама. Также обозначается как «клад A» в составе других кладов Трои. Клад Приама находится в России. В Берлине есть только точная копия оригинала.

## Все клады
В процессе всего периода раскопок Шлиман в Трое нашёл 19 или 21 клад или комплекс находок. Клад Приама — это клад A, найденный в 1873 году. В последний сезон раскопок 1890 года был обнаружен клад L, куда входили и четыре полированных топора-молотка.
Клады хранятся в Стамбульском Археологическом музее, Афинском Национальном Археологическом музее и в других собраниях. В Музее имени Пушкина хранились предметы из клада A, и кладов B, D, E, F, H-a, H-b, J, K, L, N, O, R, а также отдельные предметы. Эти 13 кладов входили в число 19 кладов, хранившихся до 1945 года в Берлине. Также в Эрмитаже имеются некоторые недрагоценные вещи из Трои.

## Предметный состав клада Приама
- Медный щит
- Медный котёл с ручками
- Неизвестный медный предмет, возможно, ларец
- Серебряная ваза с двумя золотыми диадемами ("Драгоценности Елены "), 8750 золотых колец, пуговиц и других мелких предметов, шесть золотых браслетов, два золотых кубка
- Медная ваза
- Кованая золотая бутылка
- Две золотые чашки: одна кованая, одна литая
- Несколько красных терракотовых бокалов
- Чашка из электрума (сплава золота, серебра и меди)
- Шесть лезвий из кованого серебра (Шлиман предположил, что это деньги)
- Три серебряные вазы с медными деталями
- Несколько серебряных кубков и ваз
- 13 медных наконечников копий
- 14 медных топоров
- 7 медных кинжалов
- Другие медные артефакты с ключом от ларца

## Возраст и происхождение
Клад A не имеет отношения к царю Трои Приаму. Он датируется 2400—2300 гг. до н. э., то есть существовал за тысячу лет до Приама.
Сам клад находился в серебряном двуручном сосуде. Он состоял из более чем 10 000 предметов. Больше всего в нём было золотых бусин — около 1000. Причём бусины были очень разнообразными по форме — и мелкий бисер, и тонкие трубочки, и бусинки с расплющенными лопастями. Когда была выполнена реконструкция нагрудной пекторали, состоявшей из этих бусинок, получилось двадцать роскошных нитей ожерелья, к нижней из которых подвешивались 47 золотых стержней, а в центре располагался один совершенно особый — с тонкими нарезками.
Также в кладе находились серьги, в частности «дольчатые», выполненные в виде полукольца, свёрнутого из ряда проволочек (от 2 до 7), на конце сплющенных. Имелись височные кольца — достаточно массивные украшения, которые, как было предположено учёными позднее, привязывались тонкими шнурами к ушам. Были в кладе и изящные серьги в форме корзиночки, к которой крепилась фигурка богини. Также в кладе находились браслеты, налобная золотая лента, две золотые диадемы и массивная золотая ладьеобразная чаша весом около 600 граммов, использовавшаяся, вероятно, в ритуальных жертвоприношениях. Специалисты отметили, что такие вещи могли быть изготовлены только с помощью увеличительных приборов. Позднее в последнем кладе были найдены десятки линз из горного хрусталя.
Также в одном из кладов находились драгоценные топоры-молоты. Все они хорошо сохранились, лишь один (сделанный из афганского лазурита) был повреждён, так как использовался в древности. Кроме сокровищ, в Трое были найдены  кости овец, быков, коз, коров, свиней и лошадей, оленей и зайцев, а также хлебные зёрна, горох, бобы. Имелось большое количество каменных топоров и других орудий. Многочисленные глиняные сосуды были лепными, а частично изготовленными на гончарном круге. Некоторые из них имели три ножки, другие сделаны в форме животных.

## История

### Находка
Генрих Шлиман обнаружил клад 31 мая 1873 года. Как описывал сам Шлиман, он заметил предметы из меди и объявил рабочим перерыв, чтобы самостоятельно выкопать клад вместе со своей женой. В действительности супруга Шлимана при этом событии не присутствовала. Из-под шаткой древней стены Шлиман одним ножом откопал различные предметы из золота и серебра. Клад находился под пылью тысячелетий и тяжёлой крепостной стеной в своеобразном каменном ящике.

Шлиман ошибочно принял находку за легендарные сокровища троянского царя Приама. 

### Афины и Берлин
Шлиман опасался, что столь ценные сокровища могут быть конфискованы местными османскими властями и станут недоступными для дальнейшего научного изучения, и поэтому вывез их контрабандой в Афины. Высокая Порта потребовала от Шлимана возмещения ущерба в размере 10 000 франков. Шлиман предложил 50 000 франков при условии, что эти деньги пойдут на финансирование археологических работ. Шлиман предложил молодому греческому государству возвести в Афинах за собственный счёт музей для экспозиции клада при условии, что при жизни археолога клад останется в его собственности и что ему будут предоставлены разрешения на проведение масштабных археологических раскопок в Греции. По причинам политического характера Греция отклонила это предложение, по финансовым и политическим причинам отказались от клада Шлимана также музеи Лондона, Парижа и Неаполя. В конце концов о желании принять клад в Античное собрание заявили Пруссия и Германская империя.

### Москва
В конце Второй мировой войны в начале мая 1945 года клад Приама сохранялся в бункере под Берлинским зоопарком. Профессор Вильгельм Унферцагт (нем. Wilhelm Unverzagt), опасаясь разграбления клада, передал его вместе с другими произведениями античного искусства советской комендатуре, после чего клад Приама был перевезён в СССР. При правлении Н. С. Хрущёва в конце 1950-х годов правительству ГДР было отдано 3/4 вывезенных в СССР ценностей. С этого момента судьба клада была неизвестна, и он считался утраченным. В Советском Союзе «трофеи» из Берлина хранились в режиме особой секретности, и только в 1992 году правительство России объявило, что сокровища Трои находятся в Москве — гриф секретности сняли. Лишь 16 апреля 1996 года, спустя 51 год, клад Приама был выставлен в Пушкинском музее Москвы. В нём хранятся 259 предметов из коллекции Шлимана. В 2021 году впервые было начато исследование собрания современными научными методами с использованием цифровых микроскопов высокого разрешения и определением химического состава металла. Вопрос возврата ценностей в Германию не решён до настоящего времени.

## Сомнения в аутентичности
Немецкий писатель Уве Топпер в своей книге «Фальсификации истории» высказал предположение о том, что клад Приама был изготовлен по заказу Шлимана одним из афинских ювелиров. Подозрительным с его точки зрения является достаточно упрощённый стереотипный стиль, в котором выполнены изделия из золота: сосуд для напитков Приама в 23 карата напоминает соусницу XIX века. Другая теория фальсификации Шлиманом клада утверждает, что все сосуды были просто куплены. Эти предположения были отвергнуты подавляющим большинством учёного мира. В последние десятилетия сомнения в аутентичности клада высказываются всё шире.